# ألين ودي
ألين ودي (بالإنجليزية: Allen Woody)‏ هو عازف مندولين أمريكي، ولد في 3 أكتوبر 1955 في ناشفيل في الولايات المتحدة، وتوفي في 25 أغسطس 2000 في كوينز في الولايات المتحدة.

## وصلات خارجية
- ألين ودي على موقع ميوزك برينز (الإنجليزية)
- ألين ودي على موقع أول ميوزيك (الإنجليزية)
- ألين ودي على موقع ديسكوغز (الإنجليزية)